# Ferrat

Strukturformeln för en ferratjon.

Ferrat är en jon med formeln FeO42–. Jonen består av en järnatom i oxidationstillstånd +6 och fyra syreatomer i oxidationstillstånd -2, vilket ger jonen dess totala laddning på -2.
En ferratförening kan bildas genom att järn oxideras med ett starkt oxidationsmedel i en alkalisk miljö. Till exempel kan järn, natriumhypoklorit (NaClO) och natriumhydroxid (NaOH) bilda natriumferrat (Na2FeO4).
{\displaystyle {\rm {3\ NaClO+2\ NaOH+Fe\rightarrow Na_{2}FeO_{4}+3\ NaCl+H_{2}O}}}
Ferrater är bara stabila i alkaliska miljöer. Vid kontakt med H+-joner reduceras järnet till oxidationstillstånd +3 varvid jonen sönderfaller till järn(III)oxidhydroxid och syre.
{\displaystyle {\rm {FeO_{4}^{2-}+2\ H^{+}\rightarrow FeO(OH)+O_{2}}}}
Ferrater är starkare oxidationsmedel än till exempel permanganater och kan oxidera ammoniak till kväve.